# Сугробов, Владимир Владимирович
Влади́мир Влади́мирович Сугро́бов (род. 10 сентября 1996, Саратов) — российский футболист, вратарь волгоградского «Ротора».

## Карьера
Воспитанник ДЮСШ «Сокол» (Саратов). С 2012 года играл за молодёжный состав команды в любительском первенстве. За основную команду был впервые внесён в заявку в июле 2015 года для участия в Первенстве ФНЛ. 21 августа 2016 года дебютировал в ФНЛ в матче против «Химок», оставив свои ворота неприкосновенности. Всего в составе «Сокола» провёл 3 игры, включая игру в Кубке России и пропустил 3 гола.
Летом 2017 года перешёл в московский «Арарат», выступавший в Первенстве ПФЛ. Дебютировал за «Арарат» в 1-м туре сезона 2017/2018 в матче против «Зоркого», отстояв матч на ноль. Всего в составе «Арарата» сыграл 19 матчей, оставив свои ворота сухими 11 раз, и стал победителем зонального турнира второго дивизиона.
23 февраля 2018 года клуб «Анжи» объявил о подписании Владимира Сугробова, за календарный год вратарь вышел на поле в одной игре за «Анжи-2» в первенстве ПФЛ и в 10 матчах за дубль в молодёжном первенстве. В мае 2018 года сыграл за махачкалинский клуб два переходных матча против «Енисея» и пропустил 6 голов (0:3, 4:3). В 2019 году был в составе клуба ФНЛ «Балтика» и игравшего в премьер-лиге «Тамбова», но в чемпионате ни одного матча не сыграл. За «Тамбов» провёл один матч в Кубке России. В январе 2020 года был отдан в аренду в армянский «Пюник». Дебютный матч в чемпионате Армении сыграл 23 мая 2020 года против клуба «Арарат-Армения» (0:3), пропустил три гола, один из которых забил в свои ворота.
Перед сезоном 2020/21 перешёл в клуб ФНЛ «СКА-Хабаровск».
6 июля 2024 года стал игроком тульского «Арсенала». Не проведя за клуб ни одного матча, 29 января 2025 года перешёл в «Челябинск» на правах аренды до конца сезона 2024/25.

## Клубная статистика
По состоянию на 20 мая 2018 года.
| Выступление      | Выступление      | Выступление      | Лига | Лига | Кубки | Кубки | Еврокубки | Еврокубки | Прочие | Прочие | Итого | Итого |
| Клуб             | Лига             | Сезон            | Игры | Голы | Игры  | Голы  | Игры      | Голы      | Игры   | Голы   | Игры  | Голы  |
| ---------------- | ---------------- | ---------------- | ---- | ---- | ----- | ----- | --------- | --------- | ------ | ------ | ----- | ----- |
| Сокол            | ФНЛ              | 2016/17          | 2    | -2   | 1     | -1    | 0         | 0         | 0      | 0      | 3     | -3    |
| Сокол            | Итого            | Итого            | 2    | -2   | 1     | -1    | 0         | 0         | 0      | 0      | 3     | -3    |
| Арарат           | ПФЛ              | 2017/18          | 15   | -5   | 1     | -2    | 0         | 0         | 3      | -3     | 19    | -10   |
| Арарат           | Итого            | Итого            | 15   | -5   | 1     | -2    | 0         | 0         | 3      | -3     | 19    | -10   |
| Анжи             | РФПЛ             | 2017/18          | 0    | 0    | 0     | 0     | 0         | 0         | 2      | -6     | 2     | -6    |
| Анжи             | Итого            | Итого            | 0    | 0    | 0     | 0     | 0         | 0         | 2      | -6     | 2     | -6    |
| → Анжи-2         | ПФЛ              | 2017/18          | 1    | -3   | –     | –     | –         | –         | 0      | 0      | ?     | ?     |
| → Анжи-2         | Итого            | Итого            | 1    | -3   | 0     | 0     | 0         | 0         | 0      | 0      | 1     | -3    |
| Всего за карьеру | Всего за карьеру | Всего за карьеру | 18   | -10  | 2     | -3    | 0         | 0         | 5      | -9     | 25    | -22   |